# Association sportive de Salé (football)
Pour les articles homonymes, voir ASS.
Maillots
Actualités
L'Association Sportive de Salé (en arabe : الجمعية الرياضية السلاوية), plus couramment abrégé en AS Salé, est un club sportif marocain omnisports fondé en 1928 par les francos protecteurs de la ville, est basé dans la ville de Salé.
Champion du Maroc de la Botola Pro2 quatre fois, le club évolue toujours en Botola Pro2.

## Histoire

### Début de football à Salé
Historiquement, la ville de Salé découvre le football en 1902 grâce aux étrangers, bien notamment les militaires français qui ont commencé à pratiquer le football même avant qu'ils auront leur propriétaire club, créé dans la même année, 1902, et qui a porté comme nom le Club Athlétique Militaire de Salé, ce même club sera vainqueur de la 1re édition de la coupe du Maroc en 1916, avant qu'il soit basé à Casablanca.
Il a fallu donc attendre jusqu'à l'arrivée du Protectorat français au Maroc pour revoir le football dans la ville de Salé, puisque ce sont les Français qui font découvrir aux Marocains les différents sports joués en Europe, et c'est de ce fut qu'en 1928, le Français Gérard créa l'Association Sportive de Salé.

### Débuts aux championnats
Dès sa création, la nouvelle équipe de la ville de Salé a fait son entrée en Division de Promotion - Groupe du Centre, et c'est durant la saison 1932/1933, où plusieurs clubs de Salé ont vu le jour : Najah de Salé, Club Sportif de Salé, Étoile de Salé et Tihad Sportif de Salé, tous ces clubs participaient aux compétitions de la Ligue du Maroc de Football Association dont le Championnat de la Ligue du Centre était le berceau, dont le champion se qualifie pour affronter les champions des autres sous-ligues respectivement.

### Première fusion
Puis en 1953, l'Étoile de Salé sera fusionnée avec l'AS Salé pour avoir une seule équipe forte.

### Malchance (1958)
En 1958, l'équipe des forces armées royale aura une entrée en deuxième division forcément sans jamais participé aux divisions inférieures (bizarrement), le comité de l'AS Salé adressera donc le comité de la Fédération royale marocaine de football, cette dernière trouvera une solution provisoire pour calmer le jeu, l'équipe des pirates aura donc le droit de jouer un match amical (dans le cadre d'un match de barrage) aller et retour à Kénitra contre l'ASFAR pour pouvoir avoir cette place dans la 2e division, le match aller s'est terminé en faveur des militaires tandis qu'au match retour le résultat s'est terminé sur le score nul, un but partout, cette rencontre a vu l'assistance du prince héritier Hassan II.

#### Âge d'Or
Dix ans après, l'AS Salé a réussi à monter en 1re division sous l'égide de l'entraîneur Mohamed Laghlimi, mais la joie ne dura qu'un an car l'équipe revient dans la 2e série. Dans les années 70, les dirigeants du club pensèrent à créer des écoles de formation pour les jeunes talents et aussi à fusionner les autres clubs de la ville pour faire une seule équipe forte capable de jouer dans l'élite, ces années-là constituent l'âge d'or de l'équipe jusqu'à 1980. Cette bonne politique a donné ces fruits puisque l'AS Salé a remporté en 1973 le championnat de la Division Pré-honneur face au Kawkab de Marrakech après l'avoir battu par 3-0.
Durant la saison 1977/1978, qui constitue l'une des saisons historiques du club puisqu'au départ du championnat l'AS Salé était classé parmi les derniers mais après l'achat de l'attaquant Mustapha Mahrous en mercato d'hiver, l'équipe a pu rester en Botola Pro, notons[Qui ?] que Mahrous s'est classé deuxième en tans que buteur du championnat avant Hassan Nader et Mohamed Boussati.

#### Années noires
Vu de nombreux problèmes dont l'équipe a souffert lors de la saison 1983/1984, l'ASS tomba dans la 2e division, un an après, grâce aux efforts des dirigeants et de l'entraîneur Hassan Akesbi, l'association sportive a pu remonter dans la 1re série après avoir battu le Hilal de Nador dans la séance des tirs au but au Stade d'honneur de Meknès.
En 2002, l'ASS est fusionnée avec le Sporting de Salé AS Crédit Agricole, au sein du nom de l'AS Salé. Le Crédit agricole du Maroc était le sponsor officiel du club Sporting de Salé.
En 2007, l'équipe première descend en deuxième division. L'année suivante, elle réussit la montée en première division.
En 2009, elle retombe en 2e division. Il a fallu attendre jusqu'à 2013 pour qu'elle remonte en botola 1 sous la houlette d'El Houssaine Ouchla. L'année suivante, elle revient en 2e division, et elle n'arrive plus à remonter jusqu'à présent.

## Palmarès
| Compétitions nationales | Compétitions amicales                          |
| - Botola Pro1 - Troisième : 2004 - Botola Pro2 (4) - Champion : 1969, 1973, 1986 et 2008 - Vice-champion : 2003 et 2013 - Botola Amt1 (1) - Champion : 1931 | - Tournoi Ahmed Antifit (1) - Vainqueur : 2003 |

## Personnalités du club

### Présidents de l'ASS
| Rang | Nom                  | Période   |
| ---- | -------------------- | --------- |
| 1    | Gérard               | 1928-1970 |
| 2    | Abdelaziz Zaim       | 1970-1986 |
| 3    | Mohamed Benaghmouch  | 1986-1987 |
| 4    | Abdelilah Mkinsi     | 1987-1990 |
| 5    | Said Naji            | 1994-1998 |
| 6    | Abderrahmane Choukri | 1998-2011 |
| 7    | Abdelmajid Raïss     | 2011-2012 |
| 8    | Adil Touijer         | 2012-2016 |
| 9    | Abderrahmane Choukri | 2016-2019 |
| 9    | Abdelilah Qazdar     | 2019-     |

### Entraîneurs de l'AS Salé
Le tableau suivant liste les différents techniciens ayant exercé comme entraîneur principal de l'équipe première de l'Association sportive de Salé:

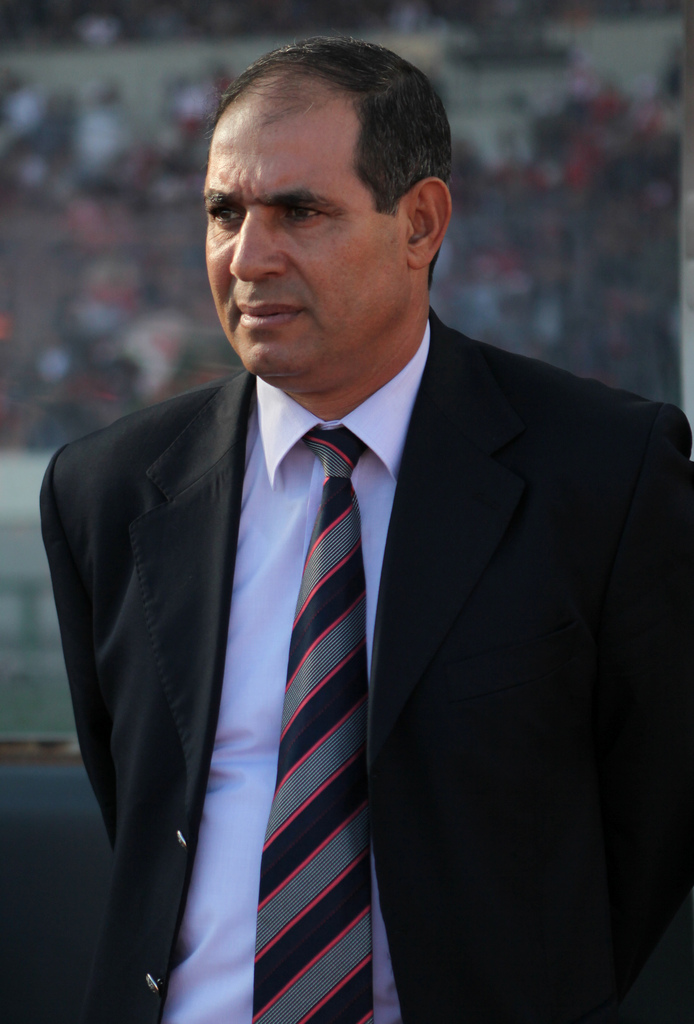
Badou Ezzaki

| Nom                  | Période     |
| -------------------- | ----------- |
| Boubker Ammar        | 1942-1959   |
| Taibi Benjilani      | 1962-1963   |
| Mohamed Laghlimi     | 1969        |
| Hassan Akesbi        | 1984        |
| Mohamed Beltm        | 1984 - 1985 |
| Mohamed El-Bouazaoui | 1985-1987   |
| Larbi Chicha         | 1987        |
| Abdellatif Zehaoui   | 1988-1989   |
| Mohamed Beltm        | 1989 - 1991 |
| Abdelhay Benjilani   | 1991-1993   |
| Hassan Akesbi        | 1993        |
| Ahmed Barhmi         | 1993-1994   |
| Mohamed Moh          | 1994        |
| Jaouad El-Younousi   | 1994-1995   |
| Abdellatif Laâlou    | 1995        |
| Ivica Todorov        | 1995-1996   |
| Abdelhamid Lamrabet  | 1996        |
| Badou Zaki           | 1996        |

| Nom                          | Période                 |
| ---------------------------- | ----------------------- |
| Patrice Neveu                | 1998 - 1999             |
| Karim Bencherifa (en)        | juil. 1999 - juil. 2000 |
| Hicham El-Idrissi            | ?-2003                  |
| Abdelkader Youmir            | 2003-2004               |
| Hicham El-Idrissi            | 2007-2008               |
| Samir Aajam / Azzedine AMARA | 2008                    |
| Youssef Lamrini              | 2008-2009               |
| Aziz El-Khayati              | juin 2009 - juil. 2010  |
| Dan Anghelescu               | 2009-2010               |
| Azzedine Amara               | 2010                    |
| Hicham El-Idrissi            | 2010-2011               |
| Samir Aajam                  | 2010-2011               |
| Abderrazak Khairi            | 2010 - jan. 2011        |
| Hassan Oughni                | fév. 2011 - ?           |
| El Houssaine Ouchla          | juil. 2011 - juin 2013  |
| Aziz El Khayati              | juin 2013 - déc. 2013   |
| Mohamed Amine Benhachem      | déc. 2013- juin 2014    |
| Youssef Lamrini              | juin 2014 - déc. 2014   |
| El Houssaine Ouchla          | déc. 2014 -             |

- Badou Ezzaki

### Joueurs emblématiques
- Badou Zaki
- 🇲🇦 Mustapha Mahrous
- Hamza El Khattaby
- Youssef El Gnaoui
- Mbaye Badji (en)
- Mohamed Amine Kabli
- Abdelmajid-Eddine Jilani
- Mohamed Borji
- Reda Belkhi
- Haman Sadjo (en)
- Mohamed Jawad
- El Mehdi Sidqy
- Aliou Kanté
- Mohamed Ait Abbou
- Jalal El Kindi
- Nabil Daoudi
- Abdelhak Talhaoui
- Marcello Ribeiro (en)
- Koffi Olie (en)

## Image et identité

### Couleurs et maillots
| Extérieur 2010-2011 |  | Domicile 2012-2013 |  | Extérieur 2012-2013 | Domicile 2013-2014 |  | Extérieur 2013-2014 |

### Logo

Depuis 1956

## Structures du club

### Infrastructures

#### Stade de la Marche Verte
Le stade de la Marche-Verte était un stade de football à Salé, au Maroc. Il accueillait les rencontres du Sporting de Salé et de l'AS Salé. Sa capacité atteignit les 4 000 places avant sa démolition en 2006 dans le cadre du projet de l'aménagement de la vallée du Bouregreg.

#### Stade Boubker Ammar
Le projet de construction du stade date des années 1970 et les travaux sont entamés en 1981. En raison de différents obstacles, il faut attendre vingt-cinq ans pour que les travaux arrivent à leur terme avant son ouverture en 2006. C'est l'Agence d'aménagement de la vallée du Bouregreg qui permet de finaliser les travaux du parc des sports de Salé comprenant, en plus du stade, des salles accueillant les sections handball, basket et volley de l'AS Salé. Le projet Amwaj de l'agence inclut la démolition du Stade de la Marche verte, le précédent stade de football de la ville de Salé.
Depuis 2007, le stade est doté d'une pelouse synthétique. Sa capacité atteint aujourd'hui les 10 000 spectateurs dont 2 500 en tribune. Il comprend également six vestiaires pour les joueurs et les arbitres et divers équipements (salles d'échauffement, locaux administratifs).

## Aspects socio-économiques, identité du club

### Identité du club
Dans le logo de l'Association sportive de Salé, figure Bab Lamrissa, l'ancienne porte maritime, fortifiée au XIIIe siècle par l'architecte sévillan Mohamed ben Ali.

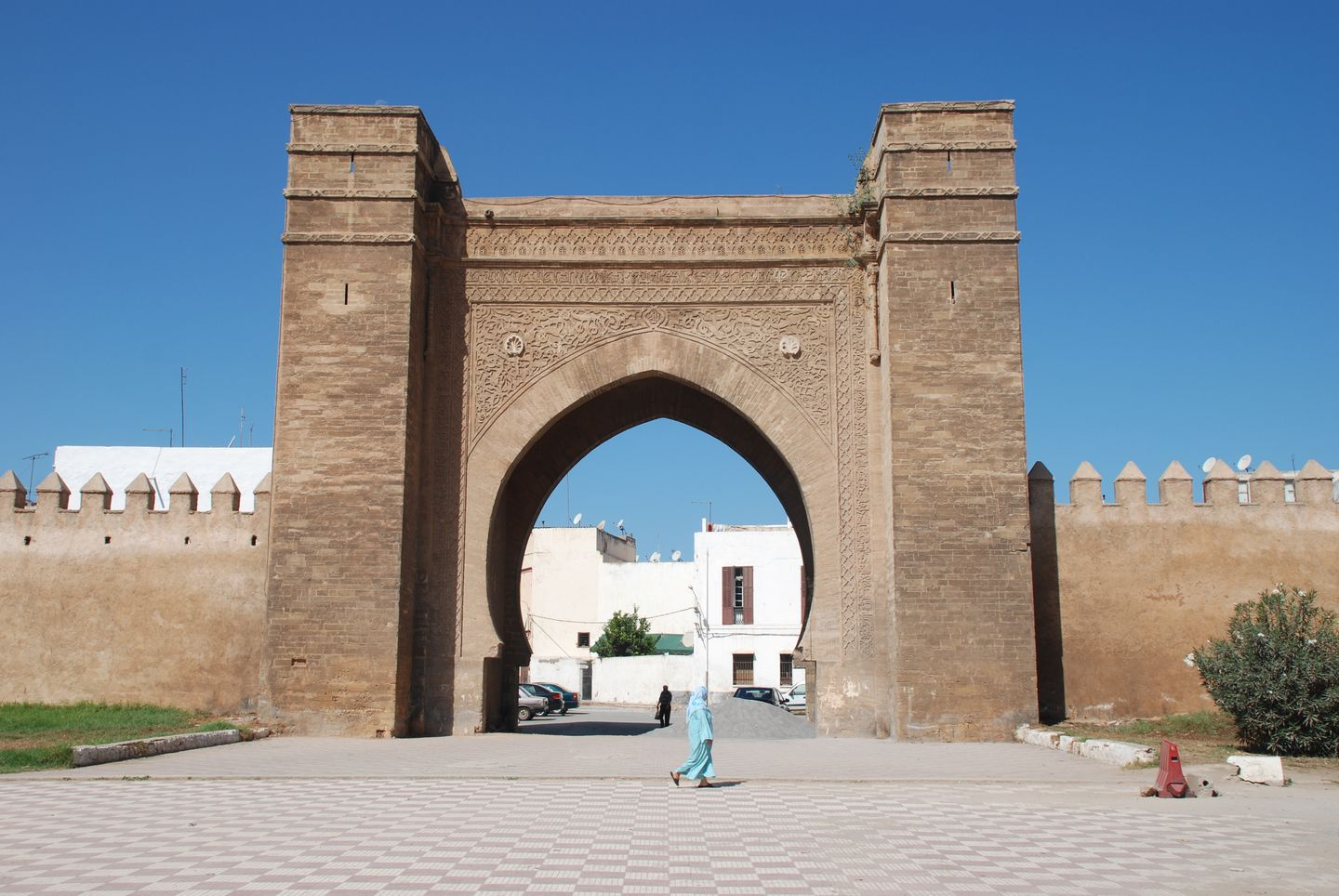
Bab Lamrissa

### Rivalités
Durant les années 1990 lorsque l'AS Salé et le Sporting de Salé étaient présents dans la même division, étaient organisés des « derby de Salé » entre les deux clubs,.
Un autre derby existe entre un club de Salé et un club de Rabat. Ce derby oppose deux clubs de villes ennemies ayant des liens historiques. Appelé derby du Bouregreg, ce derby peut opposer n'importe quelle équipe tant que ces deux équipes sont de Rabat et de Salé. Aujourd’hui plusieurs autres petits clubs existent dont le Amal de Salé et le Najah Sportive de Salé. Le derby du Bouregreg n'est pas un derby réservé seulement au football, il existe dans plusieurs autres sports notamment le basket-ball entre l'AS Salé et le FUS de Rabat.

### Sponsors et équipementiers
| Saisons   | Équipementiers |
| 2010-2011 | Joma           |
| 2011-2013 | Adidas         |
| 2013-     | Mass Sport     |